# Sekologanin
Sekologanin je sekoiridoidový monoterpen, vytvářející reakcemi s tryptaminem terpen-indolové alkaloidy.

## Biosyntéza
Sekologanin se vytváří z geranylpyropfosfátu, vznikajícího v mevalonátové dráze, která slouží k biosyntéze terpenoidů.
Přímým prekurzorem sekologaninu je loganin, přeměňující se za přítomnosti enzymu sekologaninsyntázy.